# José Pascual Bertrán
José Pascual Bertrán (San Cugat Sasgarrigas, 1843 - ?) fue un militar español de la tercera guerra carlista.
El 1873 formó una partida de 60 hombres, que un año después aumentaría hasta 400. El 10 de enero de 1874 entró en Vich, y se apoderó con sus fuerzas del fuerte de San Juan. Por la acción de San Julián de Castellfullit de la Roca fue nombrado comandante.
En la sorpresa que la brigada Catalán, que disponía de 5.000 hombres, dio la tarde del miércoles santo en Santa Coloma de Queralt a las fuerzas que la comandaba Tristany y que sumaban en conjunto 800 hombres, las fuerzas de Pascual salvaron brillantemente la situación con gran ventaja para los carlistas, rodeando entre dos fuegos a las tropas liberales.
En 1875 fue ascendido a teniente coronel por su brillante comportamiento en el ataque en Molins de Rey, pero la acción que le dio mayor renombre en Cataluña fue la de haberse apoderado de la plaza de Villanueva y Geltrú en marzo de 1874, con solamente 100 hombres y sin disparar un solo tiro, gracias a un engaño al enemigo.